# Cunnilingus

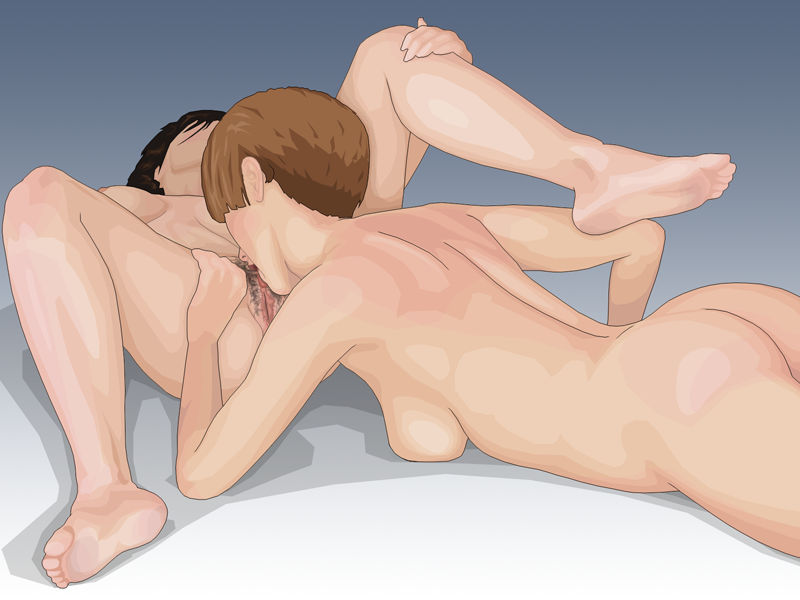
Una cunnilinció entre dones

La cunnilinció o cunnilingus (del llatí: cunnus, «vulva»; i lingō, lingĕre, «llepar») és una pràctica de sexe oral. És consistent amb estimular la vagina i el clítoris amb la boca, els llavis i la llengua.
La cunnilinció pot ser sexualment excitant per ambdós participants, i pot generar un orgasme de la persona receptora. La pot dur a terme una parella sexual com a joc previ abans que altres activitats sexuals (com ara el coit vaginal o anal), o com tan sols un acte eròtic. La cunnilinció, com la majoria d'activitats sexuals, comporta un cert risc a l'hora de contraure malalties de transmissió sexual (ITS/MTS). No obstant això, el risc de transmissió d'aquestes malalties mitjançant el sexe oral, especialment la transmissió del VIH, és molt menor comparat amb el sexe vaginal o anal.
La majoria de països no tenen lleis que prohibeixen la pràctica del sexe oral, encara que algunes cultures poden considerar-la un tabú. Normalment, les parelles heterosexuals no consideren la realització de la cunnilinció com una afectació a la virginitat d'ambdós participants, mentre que les parelles lesbianes solen considerar-la com una forma de pèrdua de la virginitat. Les persones també poden tenir sentiments negatius o inhibicions sexuals a l'hora de donar o rebre la cunnilinció, o poden negar-se a participar-hi.

## Etimologia i terminologia
El terme cunnilinció deriva del mot cunnilingus, les paraules del qual provenen del llatí cunnus (vulva) i de lingō, lingĕre (llepar). A més, hi ha nombrosos termes col·loquials per a referir-se a la pràctica, com ara beure's la copa peluda, llepar el maneguet o menjar-se el vellut; aquesta última és una expressió que la novel·lista Sarah Waters afirma que "va treure de la foscor relativa de la pornografia victoriana". Per a referir-se a l'acte en si, hi ha: llepada o llepis.

## Pràctica

### Pràctiques generals

La postura del seixanta-nou, en que s'hi realitzen una cunnilinció i una fel·lació a la vegada.

Les estadístiques generals indiquen que el 70-80% de les dones necessiten estimulació directa al clítoris per arribar a l'orgasme. La investigació de Shere Hite sobre la sexualitat femenina humana informa que, per a la majoria de les dones, l'orgasme s'aconsegueix fàcilment mitjançant la cunnilinció a causa de l'estimulació directa del clítoris (incloent l'estimulació d'altres parts externes de la vulva que són físicament relacionades amb el clítoris) que poden estar implicades en l'acte.
Una persona que realitza una cunnilinció a algú podria ser denominat com el company donant, i l'altra persona com el company de recepció. Durant l'activitat, la parella de la dona receptora pot usar els dits per obrir els llavis majors per permetre la llengua estimular millor el clítoris, o la femella pot separar els llavis de la seva parella. La separació de les cames de bat a bat també sol obrir prou la vulva perquè el company pugui proporcionar-li sexe oral. Alguns manuals de sexe recomanen començar amb una estimulació més suau, menys centrada en els llavis i més en tota la zona genital. Es poden utilitzar la punta, la pala o la part inferior de la llengua, i tanmateix el nas, la barbeta, les dents i els llavis. Els moviments poden ser lents o ràpids, regulars o irregulars, ferms o suaus, d'acord amb les preferències dels participants. La llengua es pot inserir a la vagina, ja sigui en estat rígid o en moviment. El company pot realitzar també un brunzit per produir vibració.
La cunnilinció pot anar acompanyada de la digitació de la vagina o l'anus, o mitjançant l'ús d'una joguina sexual; per a la penetració de la vagina, l'objectiu pot ser estimular l'àrea del punt G. Les dones poden considerar essencial la higiene personal abans de practicar sexe oral, per què sinó es pot donar lloc a males olors, acumulació de suor i micro-residus (tals com borrissol, orina o sang menstrual), que el company sexual pot trobar desagradable. Algunes dones eliminen o retallen el borrissol púbic, cosa que pot augmentar la seva experiència. L'autocunnilinció, que és la cunnilinció realitzada per una dona a ella mateixa és possible, però requereix un inusual alt grau de flexibilitat, que pot ser posseïts només per contorsionistes.

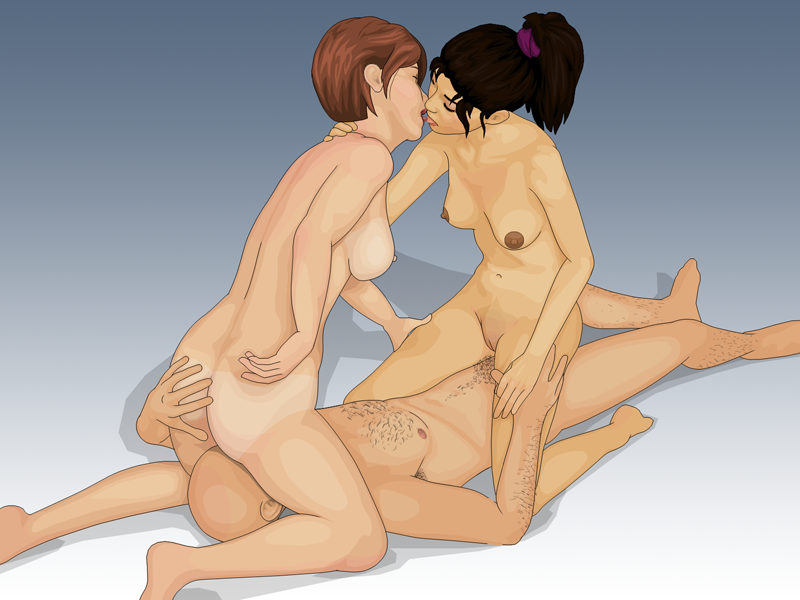
Un trio en que s'hi realitza un facesitting.

### Posicions
Qualsevol posició que ofereix una parella sexual a la zona de l'entrecuix d'una dona és adequada per al cunnilingus, incloent: 
- Postura del gosset: la femella s'ajup en quatre potes, mentre que el seu company realitza el sexe oral des del darrere o des de baix.
- Facesitting: la femella s'asseu a o per sobre de la cara de la parella. En aquesta posició es té un control més gran sobre els seus moviments corporals i pot guiar la seva parella o auto-estimular-se un mateix contra la cara de la parella.
- Posició del missioner: la femella s'estira d'esquena amb les cames obertes i la parella li estimula la vulva. La femella pot estar en qualsevol superfície, com una taula, al sòl, etc.
- Estimulació mútua: la posició del seixanta-nou.
- Assegut: la femella s'asseu en una cadira o utilitza algun altre tipus de suport.
- Spreadeagle: similar a la posició del missioner, excepte que els braços i les cames estan molt obertes, i que les restriccions físiques poden ser utilitzades.
- Dempeus: la femella es col·loca mentre que el seu company està assegut o als seus genolls. No obstant això, en aquesta posició és més difícil d'arribar al clítoris i estimular-lo per via oral. La femella pot recolzar-se en una paret o sostenir-se en mobles per al suport.

## Punts de vista culturals

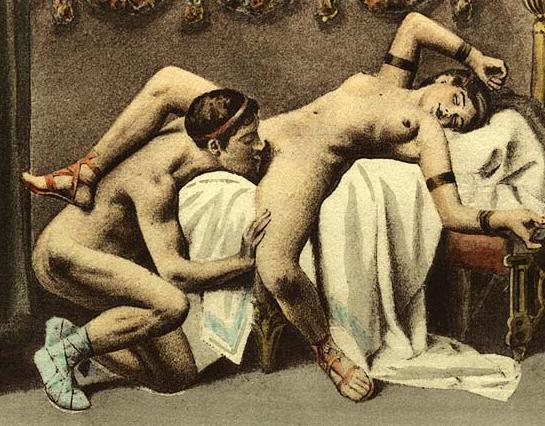
Una cunnilinció en una pintura d'Édouard-Henri Avril.

### Vista general
Els punts de vista culturals sobre donar o rebre una cunnilinció varien molt. La cunnilinció s'ha considerat un tabú en moltes cultures i parts del món. En el taoisme xinès, la cunnilinció és venerada com una pràctica espiritual, ja que es creu que augmenta la longevitat. En la cultura occidental moderna, el sexe oral és una pràctica comuna entre els adolescents i adults. Algunes lleis consideren que realitzar una cunnilinció és un delicte sexual, però la majoria dels països no tenen lleis que en prohibeixen la pràctica, en contrast amb el sexe anal o el sexe extramatrimonial.
La gent dona diverses raons per a rebutjar la realització de la cunnilinció, ja que alguns consideren que tant la cunnilinció com altres formes de sexe oral són antinaturals per què no donen lloc a la reproducció. En algunes cultures hi ha un simbolisme per a diferents parts del cos, entre les quals la vulva, la qual cosa fa que alguns creguin que estimular oralment l'òrgan genital és impur o humiliant.
Encara que generalment es creu que les pràctiques sexuals lèsbiques impliquen sempre la cunnilinció, no sempre és així, ja que algunes dones lesbianes o bisexuals no els agrada la cunnilinció, ja sigui per què no els agrada l'experiència o per factors psicològics o socials. Altres dones lesbianes o bisexuals creuen que es tracta d'una necessitat o defineixen que la cunnilinció és en gran manera l'activitat sexual lesbiana.

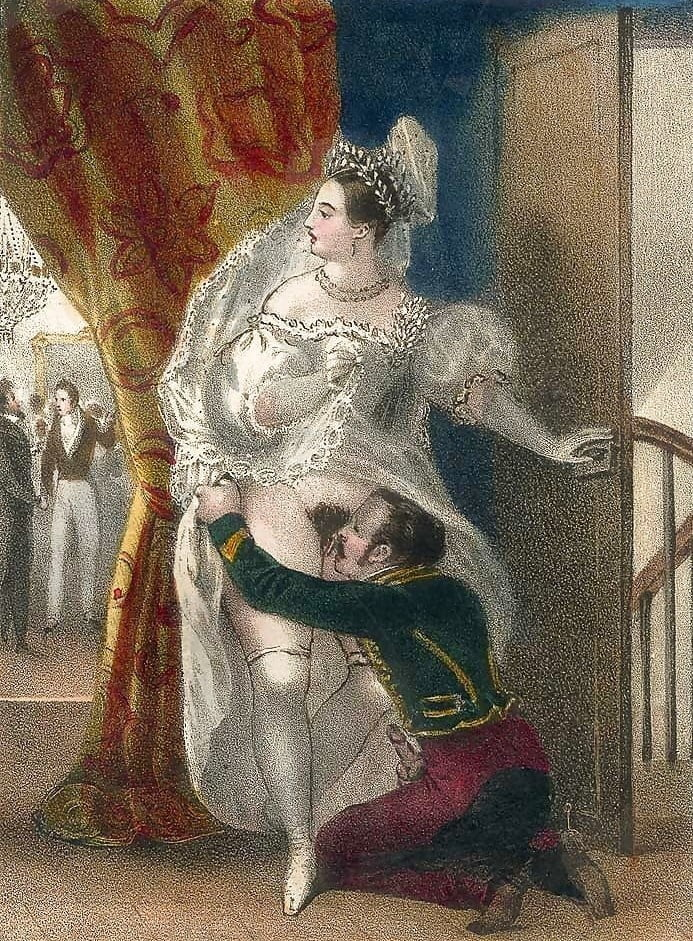
Un home que realitza una cunnilinció a una dona en una festa formal, representat per l'artista francès Achille Devéria.

El sexe oral també es fa servir generalment com un mitjà per a preservar la virginitat, especialment entre les parelles heterosexuals, i això és de vegades anomenat virginitat tècnica (que inclou, a més, el sexe anal, la masturbació mútua i altres actes sexuals sense penetració, però exclou el sexe penis-vagina). El concepte de "virginitat tècnica" o l'abstinència sexual a través del sexe oral és particularment popular entre els adolescents, que poden utilitzar el sexe oral per crear i mantenir la intimitat i evitar l'embaràs. Per contra, generalment les parelles de lesbianes consideren el sexe oral o la digitació com una pèrdua de la virginitat, encara que les definicions de la pèrdua de la virginitat varien entre les lesbianes també. By contrast, lesbian pairings commonly consider oral sex or fingering as resulting in virginity loss, though definitions of virginity loss vary among lesbians as well.

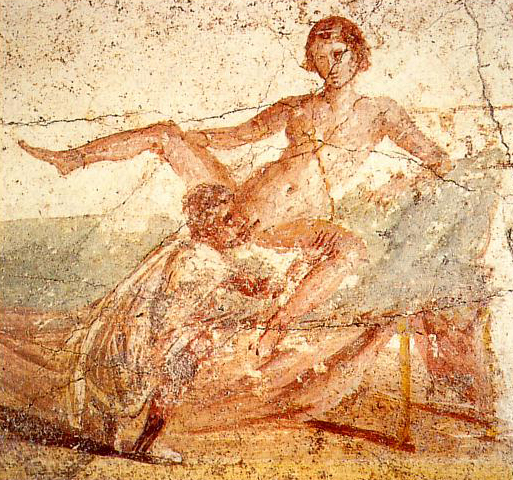
Fresc eròtic descobert a Pompeia.

### A l'Antiga Xina
Wu Zetian (que va regnar des del 690 al 705 d. C.) va ser l'única emperadriu xinesa que, fent ús de la seva posició, va crear un decret pel qual tots els dignataris visitants haurien de rendir-li els seus respectes realitzant-li una cunnilinció.

### A Roma
Els romans van lligar el poder al sexe oral, creant rols dominants i submisos. Tot i que la cunnilinció es considerava una pràctica bruta, gràcies a algunes pintures fetes en els banys públics i a les paraules tallades a les parets, se sap que alguns prostituts masculins esperaven a les cantonades d'aquests banys a dones que sol·licitessin els seus serveis.
Practicar una fel·lació o una cunnilinció, ja fos un home o una dona l'executor, el convertia en culpable. Segons la jerarquia romana de la degradació sexual, un home sospitós d'haver estimulat oralment a una dona es rebaixava més que un que fos penetrat per un altre home. Se li imposava l'estatus legal d'infame, al mateix nivell que prostitutes, gladiadors i actors, la qual cosa li impedia votar i representar-se a si mateix davant un tribunal.

### A la Bíblia
El Càntic dels Càntics sembla contenir una referència directa a la cunnilinció, encara que molts traductors anglesos eviten aquesta lectura optant pel terme "melic". Una traducció alternativa resaria així:
| «                                                    | :::::La teva vulva (melic) és un càntic, on no hi falta el vi aromàtic. | » |
| — Càntic dels Càntics 7:2 שררך אגן הסהר אל יחסר המזג |                                                                         |   |

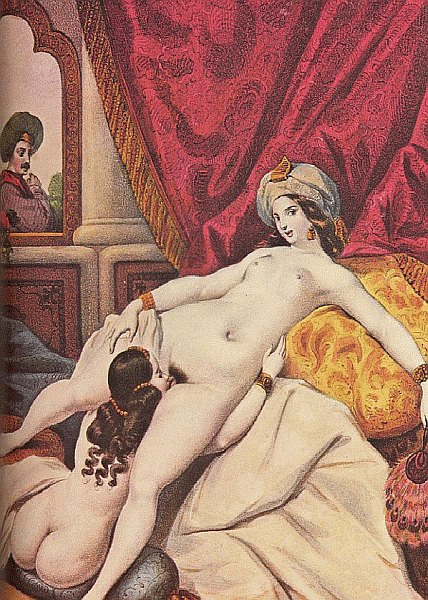
Una pintura orientalista d'una cunnilinció d'Achille Devéria.

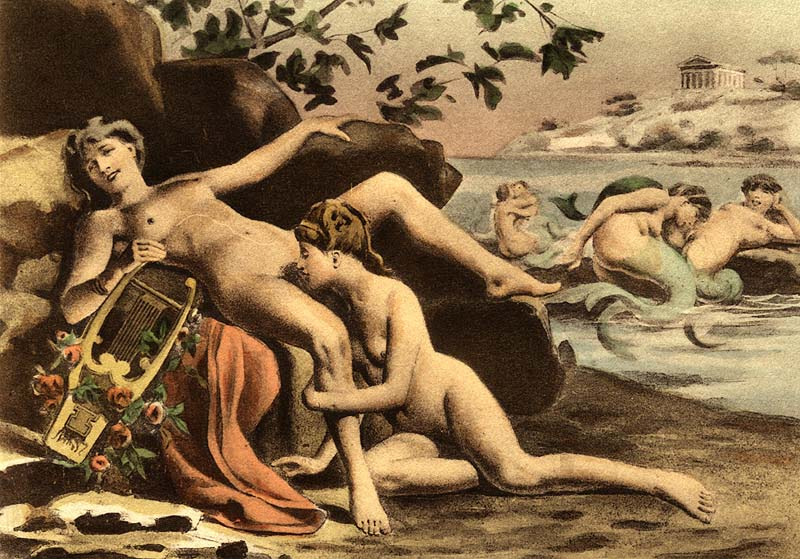
Édouard-Henri Avril pintura descrivint la vida de Safo.

Dins del context, pujant des de les seves sandàlies a la seva vulva, passant pel seu ventre fins als seus pits, fan que el significat de "vulva" (He. Shor), derivat d'una paraula aramea que vol dir "lloc secret", sigui concloent.
Tant en la tradició cristiana com en la jueva donen importància espiritual a la intimitat eròtica entre els nuvis descrits al "Càntic dels Càntics".

### A l'hinduisme

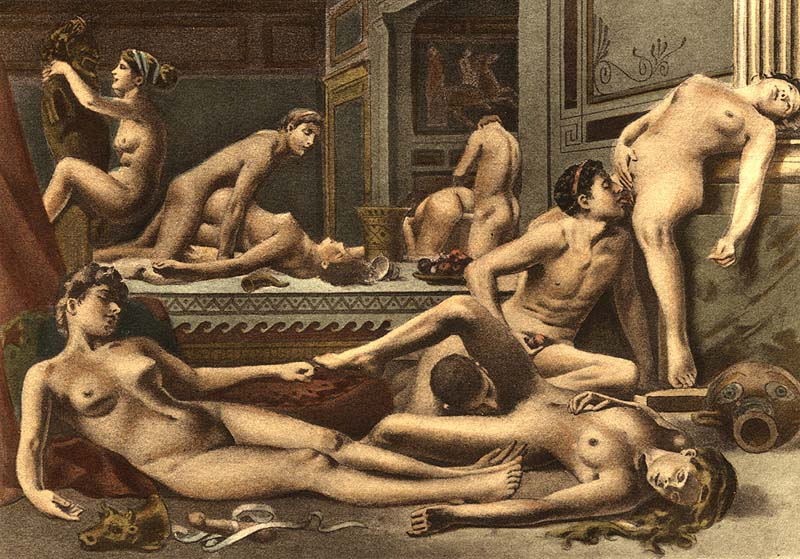
Diverses cunnilincions en una pintura d'Édouard-Henri Avril

L'historiador de les religions Mircea Eliade parla d'un desig similar de transcendir la vellesa i la mort, i arribar a un estat de nirvana, a la pràctica hindú del ioga tàntric. Al ioga tàntric, el mateix es remarca la retenció i absorció de líquids vitals i textos en sànscrit descriuen com el semen masculí no han de ser emesa si el ioga és evitar caure sota la llei del temps i la mort.

### Al taoisme
Se sap que en el taoisme xinès reverenciava la cunnilinció. Es deu al fet que l'objectiu del taoisme és aconseguir la immortalitat, o almenys la longevitat, i la pèrdua de semen, secrecions vaginals i altres líquids corporals, com es creia, causava una pèrdua corresponent de vitalitat. Al revés, per la retenció de semen o per la ingesta de secrecions vaginals, un home o una dona poden conservar i augmentar la seva "ch'i", o alè original vital. En taoisme:
| « | La Great Medicine of the Three Mountain Peaks (La Gran Medicina de la Muntanya de Tres Pics) es troba al cos de la dona i es compon de tres jocs o essències: un a la boca de la dona, un als seus pits, i el tercer, però més poderós, a la Grotto of the White Tiger (Gruta del Tigre Blanc), que és al Peak of the Purple Mushroom (El Pic del Bolet Porpra). | » |
| — Octavi Pau. Conjunctions and Disjunctions. trad. Helen R. Lane. 1975. (Londres: Wildwood House, 1969) p. 97. | |   |

Però l'ideal taoista no es redueix a l'enriquiment de l'home per les secrecions femenines; la dona també es beneficia de la seva comunió amb l'home, un tret que ha conduït al sinòleg Kristofer Schipper a denunciar que els manuals antics sobre "L'Art del Dormitori" condueixen a "una classe d'home pretensiós" que no és taoista en absolut.
El Taoisme té per objecte reconciliar els oposats barrejant els fluids femenins i masculins i recuperar així l'època mítica que existia abans de la divisió dels sexes, el temps primordial del "ch'i" original.

## Higiene i salut
En les relacions orals, en haver-hi contacte entre la Mucosa bucal i els líquids de la vulva hi ha el risc de contagi de malalties de transmissió sexual (sífilis, Gonorrea, VIH, 23 papillomavirus, etc.), sempre que un dels dos membres de la parella estigui infectat.
El risc és real, principalment, per a les persones que la realitzen, per la qual cosa s'aconsella l'ús del quadrat de làtex en el cas de la cunnilinció i el preservatiu en el cas de la fel·lació i a l'hora de practicar sexe oral.
En el cas de la VIH, suposant que un dels dos membres de la parella sigui portador del virus d'immunodeficiència humana, el risc d'infecció a través de la pràctica de la cunnilinció és molt baix, ja que la saliva té una baixa concentració de virus. No obstant això, el risc augmenta si hi ha ferides (vulva, Boca o Faringe) en qualsevol dels practicants.
A més del possible contagi de malalties de transmissió sexual, també pot donar-se el cas de lesions orals producte de la irritació mecànica o de la pressió negativa durant l'acte. Aquestes lesions, quan es produeixen, solen localitzar-se en la unió del vel del paladar i la volta palatina i desapareixen al cap d'una setmana, en forma espontània.